# Marco Beltrame (esquiador)
Marco Beltrame (Gemona del Friuli, 23 de diciembre de 1986) es un saltador de esquí italiano, que ha participado en la Copa Mundial. 
Con una altura de 185 cm y 65 kg de peso, vistió por primera vez la camiseta azul de Italia en 2000.
Su mejor marca personal es de 185 metros, que tomó en Planica 2005.

## En los Juegos Olímpiocos 2006
Compitió en los Juegos Olímpicos de Invierno de Turín 2006, con la Equipo Olímpico de Italia ,pero no pasó la calificación. 
Beltrame se golpeó tres días antes de la apertura del evento, quedando lesionado durante una caída. Su compatriota Stefano Chiapolino fue su suplente ese mismo día. Beltrame fue sometido a cirugía en el bazo inmediatamente, mientras que fue eliminado Chiapolino, con una fractura de cráneo y lesiones múltiples en la cara. No está claro cuál fue la causa de las caídas. Las condiciones meteorológicas eran buenas y no había viento, por lo que posiblemente perdieron el  equilibrio. El fracaso de los dos significa que Italia no pudo participar en esta disciplina en los Juegos Olímpicos italianos de ese año.
Reside en Tarvisio.